# TIT Uránia Csillagvizsgáló
Az Uránia Csillagvizsgáló eredetileg a Magyar Csillagászati Egyesület, majd annak beolvasztása után a Tudományos Ismeretterjesztő Társulat (TTIT/TIT) csillagászati intézménye volt a Budapesti Planetáriummal együtt. Kulin György alapította 1947-ben.
2018-ban működése minden bejelentés nélkül megszűnt, helyére a Kopp Mária Intézet a Népesedésért és a Családokért költözött.

## Tevékenysége
Derült idő esetén hétfő, szerda és csütörtök esténként várták az érdeklődőket távcsöves bemutatóikra. Csoportok számára tanítási időben, illetve az esti időpontokban a távcsöves bemutatók előtt csillagászati előadások megtartását is vállalták. Az előadások időtartama 1 óra volt.

## Külső hivatkozások
- A TIT Uránia Csillagvizsgáló honlapja
- A TIT honlapjának vonatkozó oldala[halott link]